# Districte de Prešov
El districte de Prešov - (eslovac) Okres Prešov - és un dels 79 districtes d'Eslovàquia. Es troba a la regió de Prešov, al nord del país. Té una superfície de 933,68 km², i el 2013 tenia 171.202 habitants. La capital és Prešov.

## Demografia
| Godina             | 1994    | 2004    | 2014    | 2024    |
| ------------------ | ------- | ------- | ------- | ------- |
| Nombre de persones | 156.452 | 163.743 | 171.778 | 175.447 |
| Diferència         |         | +4,66%  | +4,90%  | +2,13%  |

| Godina             | 2023    | 2024    |
| ------------------ | ------- | ------- |
| Nombre de persones | 174.741 | 175.447 |
| Diferència         |         | +0,40%  |

## Llista de municipis

### Ciutats
- Prešov
- Veľký Šariš

### Pobles
Abranovce | Bajerov | Bertotovce | Brestov | Bretejovce | Brežany | Bzenov | Čelovce | Červenica | Demjata | Drienov | Drienovská Nová Ves | Dulova Ves | Fintice | Fričovce | Fulianka | Geraltov | Gregorovce | Haniska | Hendrichovce | Hermanovce | Hrabkov | Chmeľov | Chmeľovec | Chmiňany | Chminianska Nová Ves | Chminianske Jakubovany | Janov | Janovík | Kapušany | Kendice | Klenov | Kojatice | Kokošovce | Krížovany | Kvačany | Lada | Lažany | Lemešany | Lesíček | Ličartovce | Lipníky | Lipovce | Ľubotice | Ľubovec | Lúčina | Malý Slivník | Malý Šariš | Medzany | Miklušovce | Mirkovce | Mošurov | Nemcovce | Okružná | Ondrašovce | Ovčie | Petrovany | Podhorany | Podhradík | Proč | Pušovce | Radatice | Rokycany | Ruská Nová Ves | Sedlice | Seniakovce | Suchá Dolina | Svinia | Šarišská Poruba | Šarišská Trstená | Šarišské Bohdanovce | Šindliar | Široké | Štefanovce | Teriakovce | Terňa | Trnkov | Tuhrina | Tulčík | Varhaňovce | Veľký Slivník | Víťaz | Vyšná Šebastová | Záborské | Záhradné | Zlatá Baňa | Žehňa | Žipov | Župčany
1. 1 2  «Počet obyvateľov podľa pohlavia - obce (ročne) [om7102rr_obce=AREAS_SK]».   Statistical Office of the Slovak Republic, 31-03-2025. [Consulta: 31 març 2025].